# Resolução 144 do Conselho de Segurança das Nações Unidas
Resolução 144 do Conselho de Segurança das Nações Unidas, foi aprovada em 19 de julho de 1960, reconhecendo que a situação existente entre Cuba e os Estados Unidos estava cada vez mais tensa, mas também foi o tema de debate contínuo no interior da Organização dos Estados Americanos, o Conselho decidiu adiar as medidas sobre o assunto até receber um relatório da Organização dos Estados Americanos. O Conselho apelou todos os demais Estados que se abstenham de qualquer ação que possa aumentar as tensões existentes entre as duas nações.
Foi aprovada com 9 votos, e duas abstenções da Polônia e a União Soviética.